# Western Star Trucks
Western Star Trucks Sales, Inc., comúnmente denominada Western Star, es un fabricante de camiones estadounidense con sede en Portland, Oregón, Estados Unidos y una subsidiaria de Daimler Trucks North America, a su vez una filial de propiedad total de la alemana Daimler AG.

## Historia
En 1967, White Motor Company comenzó la división Western Star como White Western Star con una nueva planta en Kelowna, Columbia Británica, compartiendo su sede con White en Cleveland, Ohio. En 1980, White era insolvente, a pesar de la importación de Semon E. "Bunkie" Knudsen, hijo de la leyenda de General Motors Semon Knudsen, y presidente de Ford Motor Company en 1969–70. Volvo AB adquirió los activos estadounidenses de la compañía. En 1980, Bow Valley Resource Services y Nova, dos empresas relacionadas con la energía (con sede en Calgary, Alberta), compraron los activos canadienses, incluida la planta de Kelowna, y la placa de identificación de Western Star y la gama de productos.

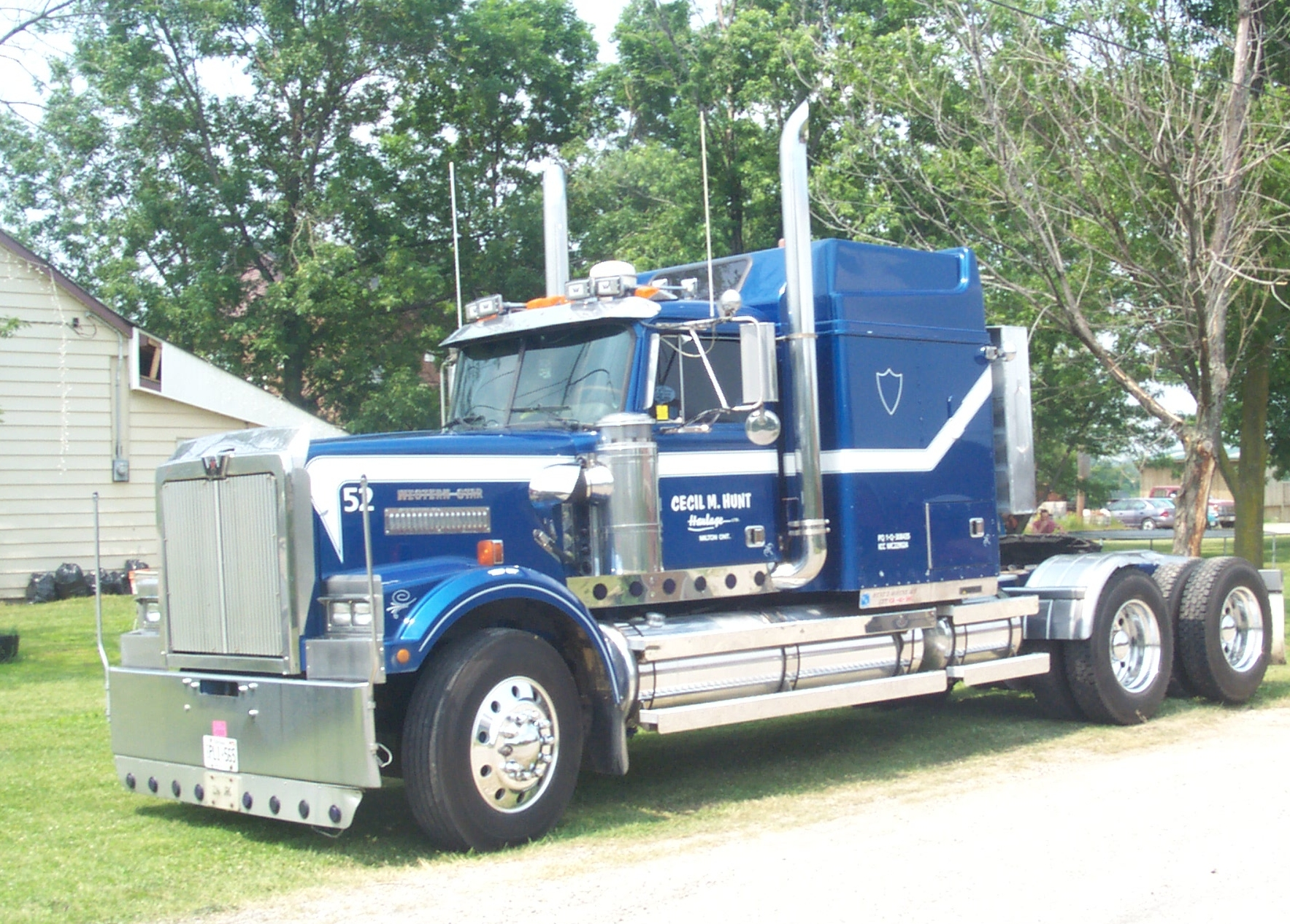
Un Western Star estilo patrimonio de 1997

En 1990, Western Star Trucks fue comprado por el empresario australiano Terrence 'Terry' Peabody, quien cambió las fortunas de la compañía en los próximos 10 años, y en 2000 se lo vendió a Daimler Chrysler, donde se convirtió en parte de la división de Freightliner Trucks.
En 2002, la producción de Western Star se trasladó a una planta en Portland, Oregon. Los camiones modelo 4700, 4800, 4900 y 6900 aún se fabrican en la planta de camiones de Portland. En mayo de 2015, la planta de Daimler Trucks North America en Cleveland, Carolina del Norte, comenzó a construir modelos 4700 y 4900, así como a ensamblar todos los modelos nuevos de tractores 5700XE.

## Modelos
Western Star produce una gama de vehículos comerciales de Clase 8 para uso tanto en carretera como fuera de carretera. Western Star se especializa en camiones adaptados a las especificaciones del cliente. Cada Western Star ofrece varios tamaños de cajas durmientes, con longitudes de chasis de hasta 486 pulgadas, según el modelo. Hay cinco paquetes interiores disponibles y los durmientes pueden recortarse según las especificaciones. Los motores, las transmisiones, los ejes, las suspensiones y los frenos están disponibles en varias configuraciones. Los motores utilizados incluyen Cummins y Detroit. Western Star también produce camiones con volante a la derecha para los mercados de Australia, Nueva Zelanda y Sudáfrica.

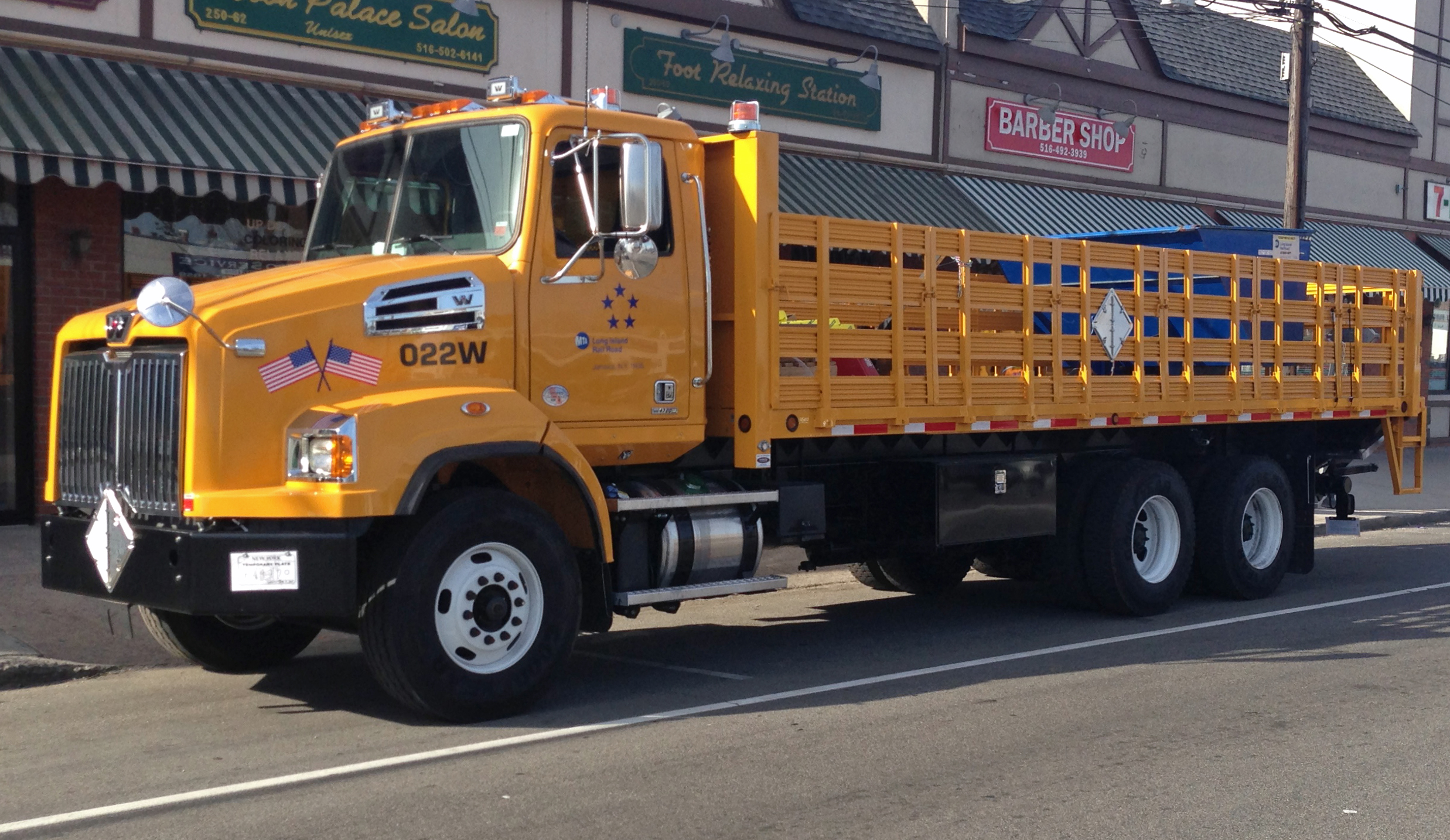
Western Star 4700SB (eje de retroceso)

### Información del modelo

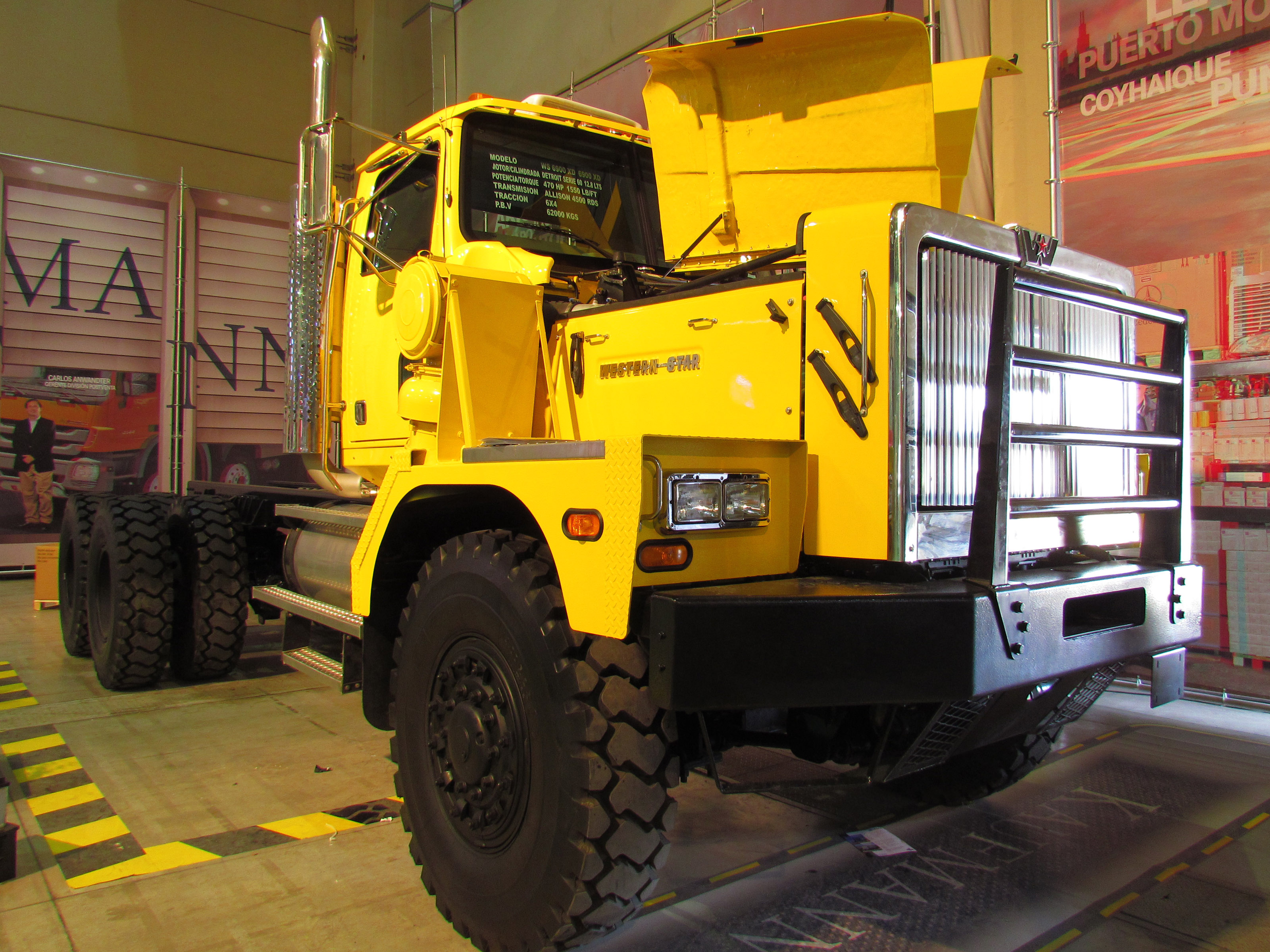
2012 Western Star 6900 XD

Western Star actualmente tiene cinco familias modelo:
- La serie 4700 es el modelo básico de Western Star y está disponible en aplicaciones de camiones y tractores, ambas con una BBC de 110 pulgadas (2,790 mm). En aplicaciones vocacionales, su ingeniería ayuda a reducir el tiempo y los costos de adaptación para los culturistas, y puede equiparse para prácticamente cualquier aplicación vocacional. Para uso en carretera, el 4700 está disponible solo en una configuración de daycab y se usa principalmente en aplicaciones de corto recorrido.
- La serie 4800 ofrece opciones de motor más potentes que la 4700 y cuenta con una BBC de 109 pulgadas (2,770 mm). Western Star proporciona el camión como un chasis y una cabina desnudos, que pueden ser equipados con un cuerpo de descarga, mezclador, tanque, grúa u otra estructura por parte de una empresa de culturismo, según lo desee el cliente. La opción de doble dirección instalada en fábrica también es popular en este modelo para aplicaciones de volcado y mezclador. Las versiones de tractor también están disponibles.
- La serie 4900 presenta una BBC de 123 pulgadas (3,120 mm). Este es un camión / tractor de uso múltiple que está dirigido a una variedad de industrias. El camión se puede construir como un tractor con quinta rueda, chasis desnudo para que un culturista pueda vestir, o un modelo de cabina baja (Low Max) para el transporte automático. El 4900 está disponible en cinco configuraciones que incluyen Extreme Duty y Twin Steer.
- El 5700XE es el modelo más nuevo de Western Star y el primer camión verdaderamente aerodinámico. La XE es sinónimo de eficiencia extrema. Lanzado en 2015, actualmente está diseñado solo para aplicaciones en carretera. El camión cuenta con una BBC de 126 pulgadas (3,200 mm) y una posición fija del eje delantero. Puede especificarse como daycab o como durmiente.
- La serie 6900 es el modelo de mayor capacidad construido por Western Star y está diseñado para vocaciones fuera de la carretera, incluidas la tala, la minería y otras aplicaciones similares. Disponibles en configuraciones Extreme Duty y Twin Steer (XD y TS), cada una cuenta con una BBC de 141 pulgadas (3,580 mm) y puede reconocerse tanto por su tamaño como por sus defensas frontales planas y cuadradas.

Western Star vendió una versión ligeramente modificada de White High Cabover como Western Star Cabover en los años 80 y principios de los 90. También produjeron una versión con licencia del Iveco VM 90 para las Fuerzas canadienses durante la década de 1990, llamada LSVW.
Western Star produjo camiones para el Ejército de los Estados Unidos. convirtieron en los Freightliner, pero desde entonces han dejado de vender vehículos militares.

## En la cultura popular

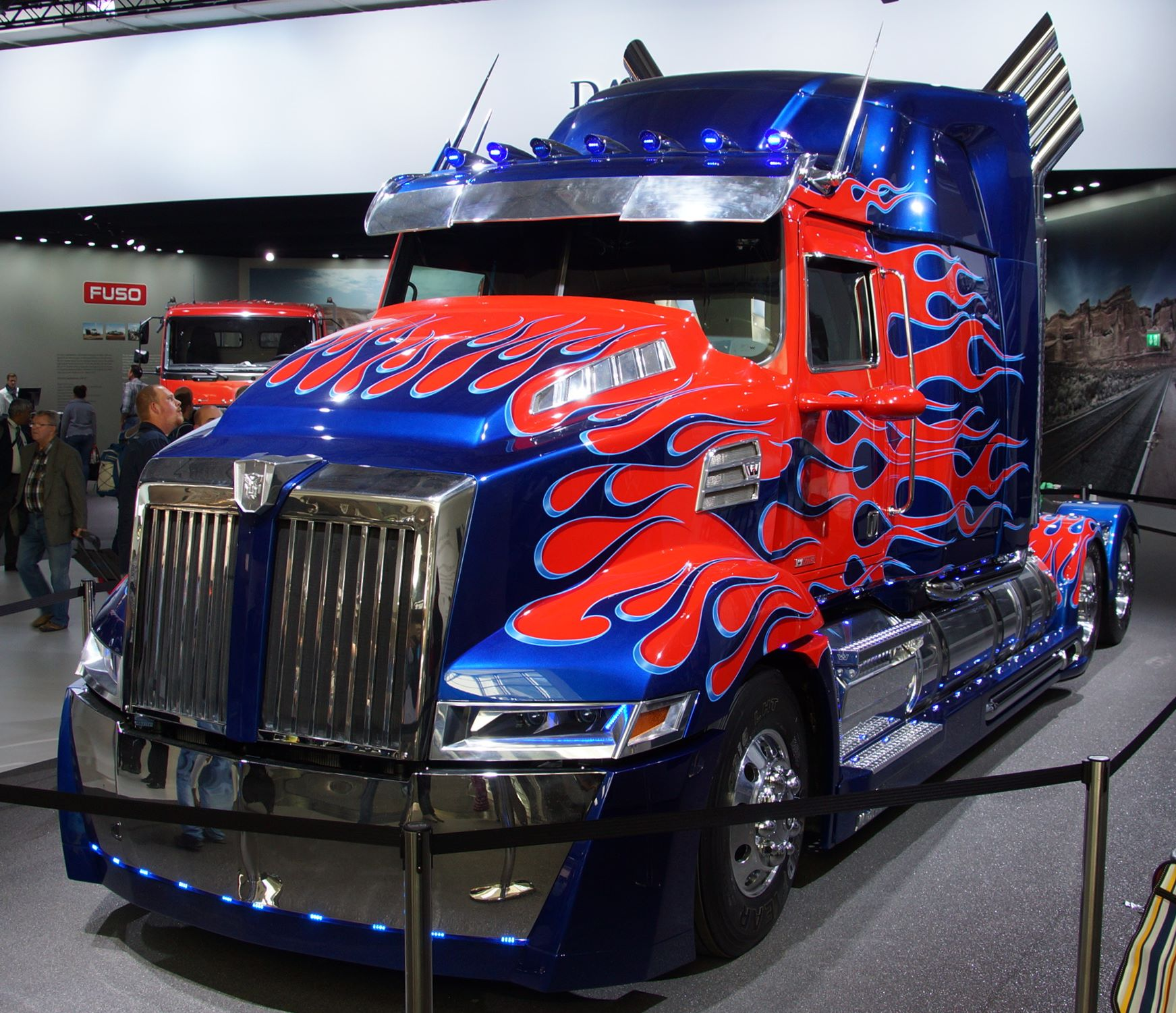
Un Western Star 5700 Phantom Custom como Optimus Prime.

Múltiples camiones Western Star han aparecido en películas, entre ellas: Un Western Star 5700 Phantom Custom se usa como el nuevo personaje de Optimus Prime en Transformers: la era de la extinción y Transformers: el último caballero. Una grúa Western Star 4900SF como el Decepticon Onslaught en Transformers: el último caballero. Un Western Star 4800 se utiliza como el camión Happy Toyz (Duende Verde) en Maximum Overdrive. Un Western Star 4964 se utiliza como el camión frigorífico Westway en Camiones.